# Hervé Dubourjal
Pour les articles homonymes, voir Dubourjal.
 (juin 2020).
Si vous disposez d'ouvrages ou d'articles de référence ou si vous connaissez des sites web de qualité traitant du thème abordé ici, merci de compléter l'article en donnant les références utiles à sa vérifiabilité et en les liant à la section « Notes et références ».
 (juin 2020).
La mise en forme du texte ne suit pas les recommandations de Wikipédia : il faut le « wikifier ».
Les points d'amélioration suivants sont les cas les plus fréquents :
- Les titres sont pré-formatés par le logiciel. Ils ne sont ni en capitales, ni en gras.
- Le texte ne doit pas être écrit en capitales (les noms de famille non plus), ni en gras, ni en italique, ni en « petit »…
- Le gras n'est utilisé que pour surligner le titre de l'article dans l'introduction, une seule fois.
- L'italique est rarement utilisé : mots en langue étrangère, titres d'œuvres, noms de bateaux, etc.
- Les citations ne sont pas en italique mais en corps de texte normal. Elles sont entourées par des guillemets français : « et ».
- Les listes à puces sont à éviter, des paragraphes rédigés étant largement préférés. Les tableaux sont à réserver à la présentation de données structurées (résultats, etc.).
- Les appels de note de bas de page (petits chiffres en exposant, introduits par l'outil «  Source ») sont à placer entre la fin de phrase et le point final[comme ça].
- Les liens internes (vers d'autres articles de Wikipédia) sont à choisir avec parcimonie. Créez des liens vers des articles approfondissant le sujet. Les termes génériques sans rapport avec le sujet sont à éviter, ainsi que les répétitions de liens vers un même terme.
- Les liens externes sont à placer uniquement dans une section « Liens externes », à la fin de l'article. Ces liens sont à choisir avec parcimonie suivant les règles définies. Si un lien sert de source à l'article, son insertion dans le texte est à faire par les notes de bas de page.
- La présentation des références doit suivre les conventions bibliographiques. Il est recommandé d'utiliser les modèles {{Ouvrage}}, {{Chapitre}}, {{Article}}, {{Lien web}} et/ou {{Bibliographie}}. Le mode d'édition visuel peut mettre en forme automatiquement les références.
- Insérer une infobox (cadre d'informations à droite) n'est pas obligatoire pour parachever la mise en page.

Pour une aide détaillée, merci de consulter Aide:Wikification.
Si vous pensez que ces points ont été résolus, vous pouvez retirer ce bandeau et améliorer la mise en forme d'un autre article.
Hervé Dubourjal est un écrivain, acteur et metteur en scène français.

## Biographie
Après des études de philosophie et de sémiologie, Hervé Dubourjal entre à l'école de la rue Blanche à Paris. Il mène en parallèle une carrière d'écrivain, de comédien au théâtre et à la télévision, de conférencier et de formateur.
Son visage est devenu familier depuis 2011 grâce à la publicité télévisuelle du Crédit mutuel où il joue le rôle d'un père râleur très méfiant sur les avantages mis en avant par ses enfants sur leur banque.
Le 8 janvier 2025, il a assisté, dans le public depuis le rang I du Théâtre du Rond-Point à la pièce Le Firmament https://www.theatredurondpoint.fr/artiste/lucy-kirkwood/ qu'il a beaucoup commentée en s'étonnant notamment de la présence d'un entracte et comparant le nombre de comédiens mobilisés à celui que l'on rencontre généralement "à la Comédie française et chez Mnouchkine".

## Théâtre

### Comme acteur
2023 UL, de Taylor Mac, adaptation et mise en scène Isabelle de Botton
2022-2023 Le Retour de Richard 3 par le train de 9h24, de Gilles Dyrek,  mis en scène par Éric Bu
2019 Madame de La Carlière, adaptée de Denis Diderot et mis en scène par Hervé Dubourjal
2019 La Guerre des Rose,  de Warren Adler, mise en scène Grégory Barco
2018-2019 L'Influence de l'odeur des croissants chauds sur la bonté humaine, de Ruwen Ogien et Hervé Dubourjal
2015 La Maison d'à côté,  de Sharr White, mise en scène Philippe Adrien
2014 La République, Gorgias,  de Platon, mise en scène Philippe Adrien
2014 La Fable des abeilles,  de Bernard Mandeville, mise en scène Philipe Adrien
2013 La Dernière Demi-Heure,  de Julien Chavannes, mise en scène Salomé Lelouch
2008-2012 Machiavel-Montesquieu, Dialogue aux enfers,  de Maurice Joly, mise en scène Hervé Dubourjal
2008 Fuck Lénine, oui, mais que faire ? Montage de textes, mise en scène Hervé Dubourjal
2006 Polytis,  Montage de textes, mise en scène Jean-Pierre Dumas
2005 Retrouvé quoi ?  de Daniel Isoppo, mise en scène Daniel Isoppo
2003 Pas de deux,  de Jacques Jouet, mise en scène Christophe Galland
2003 Un ennemi du peuple,  de Henrik Ibsen, mise en scène Hervé Dubourjal
2003 Hernani,  de Victor Hugo, mise en scène Hervé Dubourjal
2002 Prends bien garde aux zeppelins,  mise en scène Didier Flamand
2001 Le Saut à l'élastique,  de Jaan Tätte, mise en scène Marc Olinger
2001 La Bibliothèque censurée,  de Peter Nadas, et Arthur Koestler, mise en scène Thierry Bédard
2001 La Supplication,  de Svetlana Alexievitch, mise en scène Hervé Dubourjal
2000 Quadrille,  de Sacha Guitry, mise en scène Marc Olinger
1999 Le Libertin,  d'Eric-Emmanuel Schmitt, mise en scène Hervé Dubourjal
1999 Escrache/Scratch,  de Pedro Sedlinsky, mise en scène Marina Tomé
1998 D’Honorables Canailles,  de Gergely Csiky, mise en scène Michelle Marquais
1998 Entretien avec Madame...,  de Pierre Bourdieu, mise en scène Hervé Dubourjal
1997 La Guerre de Troie n'aura pas lieu,  de Jean Giraudoux, mise en scène Simon Eine
1997 La Horde,  d'Elsa Solal, mise en scène Thierry Atlan
1997 Lulu Variation,  de Frank Wedekind, mise en scène Véronique Vellard
1996 Un petit dîner début mars,  de Daniel Isoppo, mise en scène Daniel Isoppo
1995 La Misère du monde,  de Pierre Bourdieu, mise en scène Philippe Adrien
1993 Lettres de la religieuse portugaise,  de Gabriel de Guilleragues, mise en scène Hervé Dubourjal
1993 Soudain, l'été dernier,  de Tennessee Williams, mise en scène Hervé Dubourjal
1989 Le Mariage de Figaro,  de Beaumarchais, mise en scène Marcel Maréchal
1989 Phèdre,  de Jean Racine, mise en scène Pierre Tabard
1987 Les Emigrés,  de Slawomir Mrozek, mise en scène Partick Haggiag
1984 Angelo, Tyran de Padoue,  de Victor Hugo, mise en scène Jean-Louis Barrault
1984 L’Esprit des bois,  d'Anton Tchekhov, mise en scène Patrick Haggiag
1983 Vitrines,  d'Alain Gunther, mise en scène Patrick Haggiag
1983 Lady Macbeth au village,  de Nicolas Leskov, mise en scène Jean-Claude Penchenat
1982 Hernani,  de Victor Hugo, mise en scène Antonio Diaz-Florian
1981 Le Bouc,  de Rainer-Werner Fassbinder, mise en scène Jean-Christian Grinevald
1980 Le Mariage de Figaro,  de Beaumarchais, mise en scène Françoise Petit
1980 Grand-Peur et Misère du IIIe Reich,  de Bertolt Brecht, mise en scène Gilles Gleizes
1980 Les Vautours,  de Pierre de Prinz, mise en scène François Bourcier
1978 Monsieur de Pourceaugnac,  de Molière, mise en scène Vincent Tavernier

### Comme assistant ou dramaturge
L’Homme-Masse,  d’Ernst Toller, mise en de Julian Beck (Living Theatre) - Cartoucherie de Vincennes (1982).
Madame de la Carlière,  de Diderot, mise en scène de Pierre Tabard, Théâtre national de Marseille - Théâtre national de l’Odéon, tournée internationale (1985, 1986).
Le Mariage de Figaro,  de Beaumarchais, mise en scène de Marcel Maréchal - Théâtre national de Marseille (1989).  

### Comme metteur en scène
Coelina ou l’Enfant du mystère,  mélodrame de Pixérécourt - Espace Kiron (1986).
La Chute,  d’Albert Camus, avec François Chaumette - Théâtre national de Marseille, Studio des Champs-Élysées, Tournée en France et à l’étranger avec Théâtre Actuel (1989-1991).
La Robe verte,  de Tawfiq al-Hakim, avec Denise Gence, Pierre Tabard, Gilles Segal... - Maison des Arts de Créteil, Théâtre national de Marseille, Espace Jacques Prévert d’Aulnay-sous-Bois, tournée en France (1991).
Aria di Roma,  de et avec Marina Rodriguez-Tomé – Cargo de Grenoble, Hippodrome de Douai, Théâtre du Tourtours, tournée en France (1992-1995).
Soudain, l’été dernier,  de Tennessee Williams, avec Odile Mallet, Catherine Chevallier… - Les Tréteaux de France (1992-1993).
Le Désir traversé,  montage de textes érotiques, avec Maud Rayer - Chapelle des Pénitents-Blancs, production du Festival d’Avignon in (1993).
Les Lettres de la religieuse portugaise,  de Guillerague, avec Sylvia Bergé et Catherine Corringer – Coproduction avec la Comédie-Française, Odéon-Théâtre de l’Europe (1993).
Antigone,  de Sophocle, avec Denis Duthieuw, Karine Serralta, Christian Verdure, Lyliane de Castro, Claire Poëlman, Gilles Pellissier, Vincent Bonfanti et Jean-Pierre Challéat - Tournée en région PACA (1994-1995).
Faut pas dire qu’on est raciste,  in La Misère du monde de Pierre Bourdieu - Théâtre de la Tempête, Maison de la Culture d’Amiens, Festival de Grenoble (1996).
Octobre,  de Georg Kaiser (création française) avec Denis Duthieuw, Karine Serralta, Christian Verdure, Lyliane de Castro, Claire Poëlman, Vincent Bonfanti et Jean-Pierre Challéat - Lavoir-Théâtre de Menton, MJC de Grasse, Tournée en Région PACA (1996).
Discours de la servitude volontaire-Ya Basta,  textes de La Boétie et du sous-commandant Marcos - Théâtre de la Tempête (1996).
Morts au Crédit,  d’Arnaud Bédouet - Théâtre de la Tempête (1997).
L’Ecole des femmes,  de Molière - MJC de Grasse, Tournée en Région PACA (1998).
Une discussion de marchands de tapis,  d’Arnaud Bédouet / La Bassine rouge,  de Hervé Dubourjal - Théâtre de la Tempête (1998)
Le Libertin,  d’Eric-Emmanuel Schmitt - Théâtre des Capucins, Luxembourg (1999).
Tchernobyl, chroniques du monde après l’apocalypse,  d’après Svetlana Alexievitch - Théâtre de la Tempête (2000).
Hernani,  de Victor Hugo – Festival de Wiltz, Théâtre des Capucins, Luxembourg (2002).
Envie d’Ailes,  de et avec Jean Michel Meunier - Ciné-Théâtre 13 Paris (2002).
Le Projet Hugoethe,  de Jean-François Prévent, avec Jean-Claude Drouot, Marc Ollinger...  Théâtre d’Eich-sur-Alzette, Théâtre des Capucins, Luxembourg (2002)
Un Ennemi du peuple,  de Henrik Ibsen – Théâtre des Capucins (Luxembourg), Théâtre de la Tempête (2003).
Machiavel-Montesquieu, Dialogue aux enfers,  de Maurice Joly – Théâtre de Lucernaire, puis tournée (2005-2012)
Un drôle de métier,  de Bruno Tilliette, avec Alain Ganas, Jean-Louis Cassarino… - Tournée en France (2006)
Rendez-vous au Grand-Café,  de Daniel Glattauer, avec Olivier et Catherine Marchal – Théâtre des Bouffes-Parisiens (2012)
J’ai bêtement perdu Mariette à cause d’un sanglier qui aimait Chopin,  de Jean-Michel Meunier (2013-2018)
L’Influence de l’odeur des croissants chauds sur la bonté humaine,  d’après Ruwen Ogien, Théâtre de la Reine blanche, Paris et Théâtre Baretta Avignon (2018-2019)
Madame de La Carlière,  adaptée de Denis Diderot par Hervé Dubourjal, Théâtre du Lucernaire (2019)

## Filmographie

### Cinéma
- 2007 : La Chambre des morts, d'Alfred Lot
- 2011 : Simon le mage de Ildikó Enyedi : le préfet
- 2010 : L'Assaut, de Julien Leclercq : le directeur du cabinet de la place Beauvau
- 2014 : Ceci est mon corps, de Jérôme Soubeyrand : Christian
- 2019 : Le Retour de Richard III par le train de 9h24, d'Éric Bu : « PH » (Pierre-Henri)

### Télévision

#### Téléfilms
- 2002 : Si j'étais lui de Philippe Triboit - Delmasse
- 2007 : Valentine et Cie  de Patrice Martineau - Baron de la Farge
- 2011 : Berlin 1885, la ruée sur l'Afrique de Joël Calmettes - Sandford
- 2012 : Alexandra David-Néel - J'irai au pays des neiges de Joël Farges - Mac Donald
- 2015 : Borderline d'Olivier Marchal - Charles Vojak

#### Séries télévisées
- 1983 : Les Nouvelles Brigades du Tigre de Victor Vicas, épisode La Grande Duchesse Tatiana de Victor Vicas - Le 1er journaliste
- 2002-2003 : Sous le soleil - 5 épisodes - Sibol
  - 2003 : Place des lices au soleil (ép.26 S8)
  - 2003 : L'amour en enfer  (ép.3 S9)
  - 2004 : Telle mère tel fils (ép.21 S9)
  - 2004 : Intime conviction (ép.37 S9)
  - 2004 : La force d'y croire  (ép.39 S9)
- 2002-2009 : Avocats et Associés - 4 épisodes :
  - 2002 : La grande muette - Le mari de Geneviève
  - 2006 : Les deux font la paire - Juge Affaire Tony
  - 2007 : La lutte finale - Président Assises Perez
  - 2009 : Cyrano - Président tribunal
- 2007 : Diane, femme flic (ép.1 S7) - Étoiles filantes - Paul Marin
- 2008 : R.I.S Police scientifique - épisode6 S4 : Chasse à l'homme - Thibalte
- 2009 : Julie Lescaut : ép.18 S2 : Volontaires - Paul Verney
- 2009-2011 : Alice Nevers, le juge est une femme :   
  - 2009 : épisode 1 S7- Faute d'ADN - Le Procureur
- 2009 : Section de recherches - épisode 8 S4 : Ciel de Plomb - Juge Leroux
  - 2011 : épisode 1 S9 - À la folie  et épisode 2 S9 - Tarif étudiante - Président du tribunal
- 2012 : Mes amis, mes amours, mes emmerdes... (saison 3) - 10 épisodes - Garrivier
- 2014 : Une famille formidable (saison 11) - le colonel
- 2014 : Hommes de l'ombre : épisode 3 S2 : Otages - Médecin du Président

## Auteur
Il a collaboré à l’ouvrage collectif Chronique du XXesiècle (Catherine et Jacques Legrand, Editions 2000), participé à l’actualisation du Dictionnaire encyclopédique Quillet (articles sur la littérature, la sémiologie, la philosophie et le théâtre) et à la rédaction du Dictionnaire Hachette du français, comme lexicographe, puis a été rédacteur en chef du Dictionnaire pratique du français (Hachette). Il a édité et préfacé Le Dialogue aux enfers entre Machiavel et Montesquieu de Maurice Joly chez L’Harmattan, collaboré à la revue Otrante sur l’art et la littérature fantastiques (Editions Kimé) et aux Cahiers critiques de philosophie (Éditions Hermann). Il a publié en juin 2010 un beau livre illustré sur le Congo-Brazzaville, aux Editions Encres d’Orient. En 2019, il publie aux Éditions L’Harmattan son adaptation de Madame de La Carlière de Denis Diderot.

## Conférencier
Il a donné des conférences sur la littérature, le théâtre et la philosophie à l’université Paris-VI Pierre-et-Marie-Curie, Paris-VII Denis-Diderot, UCLA (Californie), Rencontres franco-américaines de théâtre universitaire, Festival international du théâtre expérimental (Le Caire), Université d’Agadir, de Rabat et de Casablanca (Maroc), à Alger et au sein de la Société Louise-Michel.

## Enseignant
1991-2008
À enseigné l’art dramatique dans différentes structures :
L’Ecole de théâtre de Grasse, dirigée par Georges Descrières.
Le Théâtre du Rond-Point, à Paris, sous la direction de Marcel Maréchal.
L'Ecole Form'acteur, créée et animée avec Thierry Atlan.
Depuis 2016
Enseigne la rhétorique à la Weller International Business School, à l'Ecole française du journalisme et à Campus Strat@innov (Paris, Alger, Oran, Alicante).